# Rektorenkonferenz der Hochschulen für Angewandte Wissenschaften Baden-Württemberg
Die Rektorenkonferenz der Hochschulen für Angewandte Wissenschaften Baden-Württemberg (RKH) ist ein freiwilliger Zusammenschluss von 24 Hochschulen in Baden-Württemberg. Die Konferenz vertritt die Interessen der Hochschulen in der Öffentlichkeit und nimmt gemeinsame Belange wahr. Die Rektorenkonferenz der HAW ist seit 2013 im Hochschulen für Angewandte Wissenschaften Baden-Württemberg e.V. (HAW BW e.V.) beheimatet, der eine Geschäftsstelle in der Landeshauptstadt Stuttgart betreibt.
Seit Juni 2010 heißen die Fachhochschulen in Baden-Württemberg Hochschulen für Angewandte Wissenschaften. Die Rektorenkonferenz der Fachhochschulen in Baden-Württemberg wurde deshalb mit Beschluss vom 24. September 2010 in Rektorenkonferenz der Hochschulen für Angewandte Wissenschaften Baden-Württemberg umbenannt.

## Aufgaben der RKH
- Förderung der Zusammenarbeit zwischen den Hochschulen in Baden-Württemberg,
- Vertretung der Interessen der Mitgliedshochschulen bei der Wissenschaftsverwaltung des Landes Baden-Württemberg und des Bundes,
- Information der Mitgliedshochschulen über hochschul-politische Entwicklungen und Probleme,
- Erarbeitung von Stellungnahmen zu hochschul-  und wissenschaftspolitischen Fragen,
- Vertretung der Interessen der Mitgliedshochschulen in der Öffentlichkeit und in der politischen Willensbildung,
- Pflege der internationalen Beziehungen.

- Die RKH arbeitet außerdem mit der Hochschulrektorenkonferenz (HRK), anderen Landesrektorenkonferenzen und geeigneten Organisationen des In- und Auslandes zur Förderung ihrer Ziele und in Erfüllung ihrer Aufgaben zusammen.

## Vorstand
Der Vorstand des HAW BW e.V. ist gleichzeitig der Vorstand der Rektorenkonferenz.

## Mitglieder
Die Mitgliedshochschulen des HAW BW e.V. sind gleichzeitig die Mitglieder der Rektorenkonferenz. Derzeit sind dies 19 staatliche Hochschulen, zwei Verwaltungshochschulen (ebenfalls staatlich) und drei Hochschulen in kirchlicher Trägerschaft:
- Hochschule Aalen
- Hochschule Albstadt-Sigmaringen
- Hochschule Biberach
- Hochschule Esslingen
- Evangelische Hochschule Freiburg
- Katholische Hochschule Freiburg
- Hochschule Furtwangen
- Hochschule Heilbronn
- Hochschule Karlsruhe
- Hochschule Kehl
- Hochschule Konstanz
- Evangelische Hochschule Ludwigsburg
- Hochschule für öffentliche Verwaltung und Finanzen Ludwigsburg
- Hochschule Mannheim
- Hochschule für Wirtschaft und Umwelt Nürtingen-Geislingen
- Hochschule Offenburg
- Hochschule Pforzheim
- Hochschule Ravensburg-Weingarten
- Hochschule Reutlingen
- Hochschule für Forstwirtschaft Rottenburg
- Hochschule für Gestaltung Schwäbisch Gmünd
- Hochschule der Medien Stuttgart
- Hochschule für Technik Stuttgart
- Technische Hochschule Ulm